# Биралци
Биралци (на гръцки: Περδίκκας, Пердикас, до 1927 година Ναλμπάν-Κιόι, Ναλμπάνκιοϊ, Налбан Кьой, на турски: Nalbantköy, Налбанткьой) е село в Егейска Македония, Република Гърция, част от дем Еордея в област Западна Македония.

## География
Селото е разположено на 595 m надморска височина, на 6 km северно от Кайляри (Птолемаида) на Биралската река (Налбанткьой дереси или Цирога) в коловината Саръгьол.

## История

### В Османската империя
В края на XIX век Биралци е смесено българо-турско село. Александър Синве („Les Grecs de l’Empire Ottoman. Etude Statistique et Ethnographique“), който се основава на гръцки данни, в 1878 година пише, че в Нелманкьой (Nelman-keuy), Мъгленска епархия, живеят 300 гърци. В „Етнография на вилаетите Адрианопол, Монастир и Салоника“, издадена в Константинопол в 1878 година и отразяваща статистиката на населението от 1873 година, Боренци (Borentzi) е посочено като село в Костурска каза с 300 домакинства и 450 жители българи и 500 мюсюлмани.
В 1889 година Стефан Веркович („Топографическо-этнографическій очеркъ Македоніи“) пише за Биралци:
| „ | На 1 час северозападно от Кайляр се намира смесеното село Налбан-Кьой с 65 мохамедански къщи и 150 нуфузи. Християнските [български] къщи са 32, семейните двойки 46, а нуфузите 75. Данъкът е 7500 пиастри, а инание-аскерие - 2250 пиастри. Реката, извираща от Синяската планина минава през това село. Има 1 джамия и 1 хан. | “ |

Атанас Шопов посещава Биралци и в 1893 година пише:
| „ | ...пристигнахме в селото Биралци или Налбант-кьой, което неотодавна бе признало ведомството на Българската екзархия. Потърсихме училището, но ми казаха, че било вече затворено, защото изпитът станал и учителят отишъл в отечеството си... Питаха ме именно дали и аз съм българин като говоря така добре български. | “ |

Между 1896 и 1900 година селото (посочено като Билялци) преминава под върховенството на Българската екзархия. Според статистиката на Васил Кънчов („Македония. Етнография и статистика“) в 1900 година Биралци (Налбанткьой) има 380 жители българи и 420 жители турци.
На Етнографската карта на Битолския вилает на Картографския институт в София от 1901 година Налбант кьой (Биралци) е смесено село българи, гърци, власи и турци в Кайлярската каза на Серфидженския санджак със 140 къщи.
Според статистика на Серфидженския санджак на гръцкото консулство в Еласона от 1904 година в Налбанкьой (Ναλμπανκιοϊ), Кайлярска каза, живеят 600 турци.
В началото на XX век цялото християнско население на Биралци е екзархистко. По данни на секретаря на Екзархията Димитър Мишев („La Macédoine et sa Population Chrétienne“) в 1905 година в селото има 504 българи екзархисти и в селото функционира българско училище.

### В Гърция
През Балканската война в 1912 година в селото влизат гръцки части и след Междусъюзническата война в 1913 година Биралци попада в Гърция. Боривое Милоевич пише в 1921 година („Южна Македония“), че Биролци има 70 къщи славяни християни и 120 турци. През 20-те години турското население на Биралци се изселва в Турция и в селото са настанени 453 гърци бежанци от Понт и Източна Тракия. В 1927 година селото е прекръстено на Пердикас на името на военачалника на Александър Македонски Пердика. В 1928 година селото е смесено местно-бежанско със 175 бежански семейства и 710 жители бежанци.
В документ на гръцките училищни власти от 1 декември 1941 година се посочва, че в Биралци живеят 80 „чуждогласни семейства“ и 190 гръцки бежански от Тракия и Понт.
Биралци пострадва по време на Гражданската война (1946 - 1949), когато местното население е малтретирано от властите.
| Име                   | Име            | Ново име     | Ново име      | Описание                                                        |
| --------------------- | -------------- | ------------ | ------------- | --------------------------------------------------------------- |
| Дуков рид             | Ντούκοφιτ      | Корифи       | Κορυφή        | връх на СЗ от Биралци (743 m)                                   |
| Нучигар               | Νουτσιγαρ      | Станес       | Στάνες        | местност на СЗ от Биралци                                       |
| Дериня                | Ντερίνια       | Харадрес     | Χαράδρες      |                                                                 |
| Килот                 | Κιλότ          | Килада       | Κοιλάδα       | местност на СИ от Биралци по едноименната река (Котларска река) |
| Бара                  | Μπάρα          | Лакос        | Λάκκος        |                                                                 |
| Рамдол                | Ραμντολ        | Агалма       | Άγαλμα        | река на С от Биралци                                            |
| Църневор или Църнивор | Τσέρνιβορ      | Маврос Лофос | Μαύρος Λόφος  | връх на СЗ от Биралци (702 m)                                   |
| Мангури Курия         | Μαγγουρι Κουρί | Палеон Дасос | Παλαιόν Δάσος |                                                                 |
| Семерлер              | Σεμερλέρ       | Самари       | Σαμαρι        | местност на З от Биралското езеро                               |
| Кайлар Курия          | Καϊλάρ Κουρί   | Аетофолиес   | Άετοφωλιές    | местност покрай Цирога на З от Биралци до Биралското езеро      |
| Кайлар Оваси          | Καϊλάρβασι     | Микрокамбос  | Μικρόκαμπος   | местност на Ю от Биралци                                        |
| Котларска река        | Κουτσλάρ       | Аморихия     | Άμμορυχεΐα    | река на И от Биралци (Килот)                                    |

| Година    | 1913 | 1920 | 1928 | 1940 | 1951 | 1961 | 1971 | 1981 | 1991 | 2001 | 2011 | 2021 |
| --------- | ---- | ---- | ---- | ---- | ---- | ---- | ---- | ---- | ---- | ---- | ---- | ---- |
| Население | 638  | 806  | 1112 | 1256 | 1280 | 1455 | 1439 | 1603 | 1867 | 1854 | 1582 | 1372 |

## Личности
Родени в Биралци
- Григор Костадинов Жабчев (1882 - след 1943), български революционер
- Емануил Лепчев (около 1875 - след 1933), български просветен деец